# Asti spumante
L'Asti spumante o Asti és un vi escumós blanc italià que es produeix en tot el sud-est del Piemont, però centrat especialment en les ciutats d'Asti i Alba. Des de 1993 el vi està classificat com a Denominazione di Origine Controllata e Garantita (DOCG) i des de 2004 és la denominació d'origen més important d'Itàlia. De fet, per mitjana en una anyada, es produeix a la regió més de deu vegades més d'Asti que del vi negre piemontès més conegut, el Barolo.
Elaborat amb raïm moscatell de gra menut, és dolç i baix en alcohol, i sovint se serveix amb els postres. L'Asti no es fa escumós mitjançant l'ús de la segona fermentació en ampolla, sinó a través d'una fermentació en un sol tanc utilitzant el mètode xampanyès. Conserva la dolçor a través d'un complex procés de filtració. Un altre vi anomenat Moscato d'Asti s'elabora a la mateixa regió a partir del mateix raïm, però és només lleugerament escumós i acostuma a tenir un grau d'alcohol encara més baix.
El 22 de juny de 2014, el paisatge vitícola del Piemont: Langhe-Roero i Monferrato va ser declarat Patrimoni de la Humanitat per la UNESCO.